# Otto Gastell
Otto Albert Gastell (* 14. August 1855 in Mainz; † 14. Januar 1924 Mainz) war ein Mainzer Unternehmer, hessischer Politiker und ehemaliger Abgeordneter der 1. Kammer der Landstände des Großherzogtums Hessen.

## Leben
Otto Gastell war der Sohn des Wagenfabrikanten Albert Gastell (1818–1883) aus Mainz und dessen Frau Maria geborene Fabis (1824–1900) aus Alzey. Otto Gastell, der katholischen Glaubens war, heiratete am 31. August 1886 in Mainz Katharina Theresia geborene Probst (1864–1959), die Tochter von Anton Probst (1804–1873) und Therese Probst geborene Metz (1804–1877).
Otto Gastell studierte Rechtswissenschaften an der Universität Gießen und schloss das Studium 1877 dort mit der Promotion zum Dr. Jur. ab. 1877 trat er gemeinsam mit seinen Brüdern Josef Gastell und Franz Gastell in die väterliche Firma Gebr. Gastell, Fabrik für Eisenbahnwaggonbedarf und Luxuswagen, ab 1883 Waggonfabrik Gebrüder Gastell GmbH, als Teilhaber ein.

## Verbandsarbeit und Politik
Ab 1884 war Otto Gastell Mitglied und von 1906 bis 1907 Präsident der Handelskammer Mainz. Daneben war er Präsident des hessischen Handelskammertags und als solcher 1907 a.o. Mitglied der Abteilung Landwirtschaft, Handel und Gewerbe des hessischen Innenministeriums in Darmstadt. Auch war er Mitglied des Provinzialtags der Provinz Rheinhessen.
In der 33. bis 36. Wahlperiode (1906–1918) war Otto Gastell Abgeordneter der ersten Kammer der Landstände des Großherzogtums Hessen, nachdem ihn Großherzog Ernst Ludwig  am 23. Juni 1906 auf Lebenszeit zum Abgeordneten der Ersten Kammer ernannt hatte.